# Grodziczno
Grodziczno (deutsch Grodziczno) ist ein Ort und Sitz einer Gemeinde in Polen und liegt im Powiat Nowomiejski der Wojewodschaft Ermland-Masuren.

## Gemeinde
Zur Landgemeinde (gmina wiejska) Grodziczno gehören 17 Ortschaften (deutsche Namen, amtlich bis 1920 und von 1939 bis 1945) mit einem Schulzenamt:
- Boleszyn (Bolleschin)
- Grodziczno (Grodziczno), mit St. Peter und Paul (Grodziczno)
- Katlewo (Kattlau)
- Kowaliki (Kowallik)
- Kuligi (Kulingen)
- Linowiec (Linnowitz)
- Lorki (Lorken)
- Montowo (Montowo)
- Mroczenko (Mroczenko)
- Mroczno (Mroczno)
- Nowe Grodziczno
- Ostaszewo (Ostaszewo)
- Rynek (Rynnek)
- Świniarc (Zwiniarz)
- Trzcin (Rohrfeld)
- Zajączkowo (Zajonskowo, 1939–1945 Seinskau)
- Zwiniarz (Swiniarc)

Weitere Ortschaften der Gemeinde sind Białobłoty (Bialoblott) und Jakubkowo.

## Verkehr
Im Keilbahnhof Zajączkowo Lubawskie zweigen die noch als Anschlussbahn betriebene Bahnstrecke Zajączkowo Lubawskie–Lubawa und die stillgelegte Bahnstrecke Nowe Miasto Lubawskie–Zajączkowo Lubawskie von der Bahnstrecke Warszawa–Gdańsk ab.

## Persönlichkeiten
- Paul Walzer (1879–1936), deutscher Verwaltungsjurist, Landrat in Preußen und der Freien Stadt Danzig
- Franz Boehm (1880–1945), römisch-katholischer Priester des Erzbistums Köln, Widerstandskämpfer und Märtyrer